# Ерёмин, Михаил Фёдорович
Михаил Фёдорович Ерёмин (1 мая 1936, Орджоникидзе — 17 октября 2022, Санкт-Петербург) — русский поэт и переводчик.

## Биография и творчество
Отец погиб на фронте. Учился на филологическом факультете Ленинградского университета. В советское время выступал в официальной печати как автор пьес для детей и взрослых (по большей части в соавторстве с Леонидом Виноградовым). Член Союза писателей с 1956 г.
С 1957 г. входил в одну из самых ранних ленинградских групп неподцензурной поэзии, впоследствии получившей название «филологическая школа», или УВЕК (по первым буквам фамилий участников: Владимира Уфлянда, Виноградова, Ерёмина и Сергея Кулле).
Публиковал стихи в самиздате с 1960 г. (журналы «Синтаксис», «Часы», «Митин журнал» и др.). Переводил поэзию с английского (Эдвард Лир, У. Б. Йейтс, Т. С. Элиот, Харт Крейн) и с языков народов СССР.
Умер 17 октября 2022 года. Похоронен на Красненьком кладбище.

## Творческая характеристика
Почти все стихи Ерёмина написаны в одной и той же авторской форме восьмистрочного верлибра и представляют собой сложные культурологические этюды, одушевленные лирическим чувством причастности субъекта ко всему в культуре; в то же время почти в каждом тексте происходит и обратное движение смысла, в соответствии с которым сколь угодно далекое от повседневной человеческой жизни культурное явление или научное понятие, сколь угодно редкий термин обнаруживают родство с брезжущим в глубине стихотворения лирическим переживанием.
Один из представителей «филологической школы», Лев Лосев, пишет о «драгоценных иероглифических восьмистишиях» Ерёмина: «С тем же постоянством, с каким большинство современных поэтов пишут о смерти, Михаил Ерёмин пишет о жизни». О поэтических экспериментах Ерёмина тепло отзывался Иосиф Бродский.

## Труды
- Стихотворения. — Тинэфлай (США): Hermitage, 1986.
- Стихотворения. — М.: МЕТ, 1991. — 160 с.
- Стихотворения. 1992—1996. — М.: АРГО-РИСК, 1996.
- Стихотворения. 1957—1998. — СПб.: Пушкинский фонд, 1998. — 80 с.
- Стихотворения. Книга 2. — СПб.: Пушкинский фонд, 2002. — 56 с.
- Стихотворения. Книга 3. — СПб.: Пушкинский фонд, 2005. — 52 с.
- Стихотворения. Книга 4. — СПб.: Пушкинский фонд, 2009. — 48 с. — Тир. 300 экз.
- Стихотворения. Книга 5. — СПб.: Пушкинский фонд, 2013. — 48 с. — Тир. 300 экз.
- Его, Ему, Им и о Нём. — СПб.: Юолукка, 2018.
- Стихотворения. — М.: Новое литературное обозрение, 2021. — 464 с. — ISBN 978-5-4448-1553-3.

## Премии
- Лауреат Премии Андрея Белого (1998)
- Лауреат журнала «Зинзивер» в категории «поэзия» (2008)